# Mundu

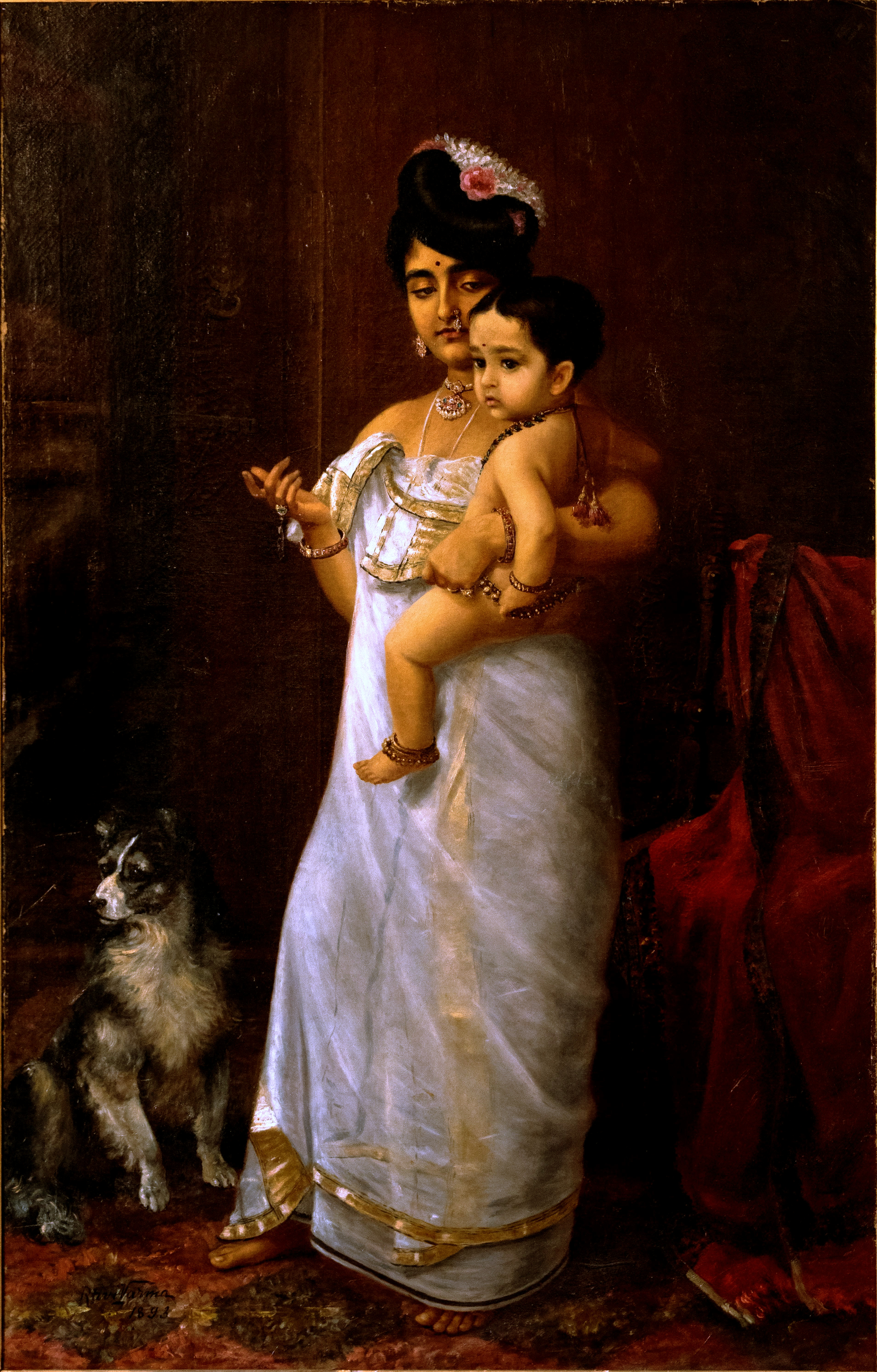
Mundum neriyathum

Mundu - strój regionalny używany zarówno przez mężczyzn, jak i kobiety w południowych Indiach, rodzaj białego sarongu z paskiem w innym kolorze, zwanym kara. Mężczyźni podczas pracy często podwijają mundu do góry, zwijając je na pół i zatykają w pasie, przez co tworzy się rodzaj spódniczni do kolan, przypomijającej szkocki kilt bez kraty. Istnieje również wariant odświętny, z haftem zwanym kasavu. 
W przypadku mundu kobiecego używanego w Kerali można wyróżnić dwa warianty: kaili mundu – wersja codzienna, używana zwłaszcza podczas pracy w polu, oraz wariant odświętny mundum neriyathum składający się z dwóch kawałków tkaniny, całość przypomina północno-indyjskie sari.